# Neritos hampsoni
Neritos hampsoni är en fjärilsart som beskrevs av Rothschild 1909. Neritos hampsoni ingår i släktet Neritos och familjen björnspinnare. Inga underarter finns listade i Catalogue of Life.